# گرگوریت
گرگوریت یا گرگورییت (gregoryite) یک ماده معدنی کربناته بی آب است که سرشار از پتاسیم و سدیم و با فرمول شیمیایی است.(Na
2,K
2,Ca)CO
3. این یکی از دو ماده اصلی ناتروکربناتیت است که به‌طور طبیعی در گدازه آتشفشان الدوینیو لنگای یافت می‌شود. ماده دیگر نیرریت است.
گرگوریت به دلیل ماهیت بی آب خود به سرعت با محیط واکنش نشان می‌دهد و باعث می‌شود گدازه تیره در عرض چند ساعت به ماده سفید تبدیل شود.
گرگوریت برای اولین بار در سال ۱۹۸۰ توصیف شد و به نام زمین‌شناس و نویسنده بریتانیایی جان والتر گرگوری (۱۸۶۴–۱۹۳۲) که کافت شرق آفریقا را مطالعه می‌کرد نامگذاری شد. بروز گرگوریت همراه با نیرئیت، آلاباندیت، سنگ نمک، سیلویت، فلئوریت و کلسیت است.